# بلین، کرمانشاه
بلین یک منطقهٔ مسکونی در ایران است که در دهستان قره‌سو (کرمانشاه) واقع شده‌است. بلین ۸۶ نفر جمعیت دارد.